# Kids in Glass Houses
Kids in Glass Houses byla velšská rocková skupina, pocházející z vesnice Pontycymer. Vznikla v roce 2003 a zpočátku vystupovala jako předkapela při koncertech různých kapel, včetně Lostprophets, Manic Street Preachers a 30 Seconds to Mars. Své první EP nazvané E-Pocalypse! kapela vydala v říjnu 2006 a jeho producentem byl Romesh Dodangoda, který s kapelou spolupracoval i později. Svou první dlouhohrající desku kapela vydala pod názvem Smart Casual v květnu 2008. Následovala tři další řadová alba. V únoru 2014 kapela oznámila, že po následném turné ukončí svou činnost. Poslední vystoupení odehrála 31. října 2014 v Cardiffu.

## Diskografie
- Smart Casual (2008)
- Dirt (2010)
- In Gold Blood (2011)
- Peace (2013)